# Lower Buckhorn Lake
Der Lower Buckhorn Lake ist ein See in der kanadischen Provinz Ontario. 

## Lage
Der See liegt auf dem Gebiet der Townships Selwyn und Trent Lakes im Peterborough County. Der Lower Buckhorn Lake gehört zur Seengruppe der Kawartha Lakes. 
Eine Vielzahl an kleinen Eilanden befindet sich im See. Den südlichen Bereich des Sees bildet eine große Bucht, die Deer Bay. 
Der Lower Buckhorn Lake bildet ein Teilstück des Trent-Severn-Wasserweg.
Hauptzufluss bildet die Schleuse 31 bei Buckhorn, über welche das Wasser des westlich gelegenen Buckhorn Lake zufließt. Ein weiterer Zufluss ist der Mississagua River, der den nördlich gelegenen Mississagua Lake entwässert und nordöstlich von Buckhorn in den Lower Buckhorn Lake mündet.
Im Osten wird der Lower Buckhorn Lake vom benachbarten Lovesick Lake durch Wolf Island im Norden und Millage Island im Süden getrennt. Dazwischen befindet sich die Schleuse 30, die eine Höhendifferenz von 1,1 m zum tiefer gelegenen Lovesick Lake ausgleicht.
Auf Wolf Island sowie am gegenüberliegenden Ufer befindet sich der Wolf Island Provincial Park.